# NHK 라디오 제1방송
NHK 라디오 제1방송은 일본방송협회에서 운영하는 라디오 방송국 중 하나이다. 대한민국의 KBS 제1라디오에 상당한 라디오 채널이기도 하다.

## 약사
1925년 사단법인 도쿄 방송국에 의해 도쿄부 도쿄시 시바구 신시바초(현재의 도쿄도 미나토구 시바우라)에 있는 임시 방송소에서 최초의 방송을 실시하였고 그 후 오사카 방송국(오사카시), 나고야 방송국(나고야시)의 순서로 중파라디오방송을 시작하였으며 이후 1926년 3방송국이 합쳐져 사단법인 일본방송협회(NHK의 전신 조직)가 설립되면서 일본 전국으로 라디오 방송을 실시해 나갔다.
당초에는 1개의 방송국밖에 없었지만 1931년 라디오 방송을 2개로 나누면서 기존의 방송국을 제1방송으로 칭하였다. 그러나 그 뒤로 1939년부터 제1방송과제2방송의 채널 편성을 차별화 하기 위하여 제1방송은 전국 공통 프로그램을 방송하는 '전국 방송'을 위주로 송출하고, 제2방송은 도시 지식 계층 전용 교양·강좌 프로그램을 주로 방송하는 '도시 방송'으로서 방송되었다.
얼마 못가 태평양 전쟁의 영향으로 1941년 12월부터 도시 방송(제2방송)이 휴지되면서 다시 1개의 방송국 체제로 되돌아갔으며, 이와 동시에 적의 습격에 대비하여 송신 출력을 제한하거나 방송을 동일 주파수로 방송하는 전파 관제도 실시되었다.
이 상황은 전쟁이 끝난뒤 다시 원상 복귀되었고 제1방송은 종합 프로그램 편성, 제2방송은 교육·교양 프로그램을 기초로 한 편성도 복구되었다. 그리고 'NHK 노래 자랑'이나 '홍백가합전'  등과 같이 텔레비전 방송이 시작되면서 텔레비전으로도 방송되는 인기 프로그램도 등장하였다.

## 방송 형태

### 방송 구역 관리
간토 광역권·주쿄 광역권·긴키 광역권(교토부·시가현은 제외)의 14도부현에서는 광역 방송을, 그 이외 33개의 도부현에서 현역 방송을 실시하고 있다. 또한 JAL·ANA(일부 기종 제외)·도카이도 신칸센·산요 신칸센 등에서 제공하는 오디오 서비스에서도 청취할 수 있다.
안테나 출력은 기본적으로 현지 민영 중파 라디오 방송국과 비슷하거나 높다. 간토 광역권의 경우 민방 중파라디오 방송국(TBS 라디오·분카 방송·닛폰방송)은 통상적으로 100kW이지만 NHK 라디오 제1방송은 KBS부산방송총국의 제1라디오와 비슷하게 300kW로 송신되고 있다.
반대로 교토·오카야마·가고시마는 제1 방송국보다 민영 방송국(교토 방송·산요 방송·미나미니혼 방송)이 출력이 높으며 이는 가까운 지역에 있는 NHK 중심방송국이 비교적 출력이 높은 것과 관계있다고 사료된다.
가고시마현과 오키나와현의 일부 지역에서는 밤에서 새벽 사이에 인접국가의 AM 방송 전파가 제1방송 송출전파에 간섭을 일으키는 경우가 있어 FM으로 방송하는 제1방송을 송출하는 중계국이 있으며 2004년 니가타현에서 지진이 일어났을때는 지진 피해를 입어 방송이 불가능하게 된 AM라디오 중계국을 대신해 임시로 FM 중계국을 설치한 경우도 있었다.

### 주로 방송하는 장르
주로 정보 프로그램이나 토크 프로그램을 중심으로 방송하고 있으며 기본적으로 매시 55분 지방뉴스와 일기 예보, 매시 58분 ·28분 경 교통정보(도로 상황), 정시에 뉴스가 방송된다. 때로는 스포츠 중계 등으로 인해 방송되지 않는 경우도 있다.
민방 중파 라디오와 달리 정규 프로그램은 주된 청취자층이 중노년층인 프로그램이 많지만 주말 야간에는 10대 청소년용 프로그램이 방송되기도 한다.

#### 심야 방송
TBS 라디오나 분카 방송, 닛폰 방송 등 민방 중파 라디오 방송국과 같은 정규 심야방송을 하지 않았지만 1990년 4월부터 시험적으로 심야방송을 시작했다.
이는 1988년부터 1989년 사이에 걸쳐 병으로 쓰러진 쇼와 천황의 용태를 전하기 위한 철야 방송을 실시했을 때 대부분 클래식 음악을 방송하고 있었으나, 해당 방송의 호응이 매우 좋아졌던 일과 심야 시간대의 지진이나 해일, 혹은 돌발적인 사건에 대해 신속한 대응을 실시하려는 NHK의 계획이 일치해 시작된 것이며 이 시험 방송은 1992년 4월부터 정식으로 시작되면서 제1라디오는 NHK의 방송국중 처음으로 방송 설비 점검일 이외 24시간 방송을 실시하게 된다.

### 긴급상황시의 방송
뉴스속보, 지진정보(소규모 지진도 포함), 기상 경보 발표나 해제 등이 일어나면 해당 지역에서 프로그램을 일시 중단하는 조치등을 취하면서 관련 정보를 방송하고 있다.
덧붙여 라디오 제1방송과 동시에 FM 및 국제 방송에서도 방송되는 프로그램중 이러한 임시 방송이 실시되는 경우, 원칙적으로 라디오 제1방송만 방송이 되며 FM방송·국제 방송은 방송을 계속 진행한다.
그러나 심야 동시 방송 시간대,긴급 지진 속보, 진도 6이상의 지진이나 해일의 가능성이 있는 지진 정보는 도쿄 본국 또는 재해지에서 가까운 방송국을 통해 FM과 국제방송도 같은 내용을 방송하게 된다.

## 같이 보기
- NHK 라디오 제2방송
- NHK 종합 텔레비전
- NHK-FM방송

### 같이 보기
- KBS 제1라디오
- KBS 제2라디오